# Sägekauz

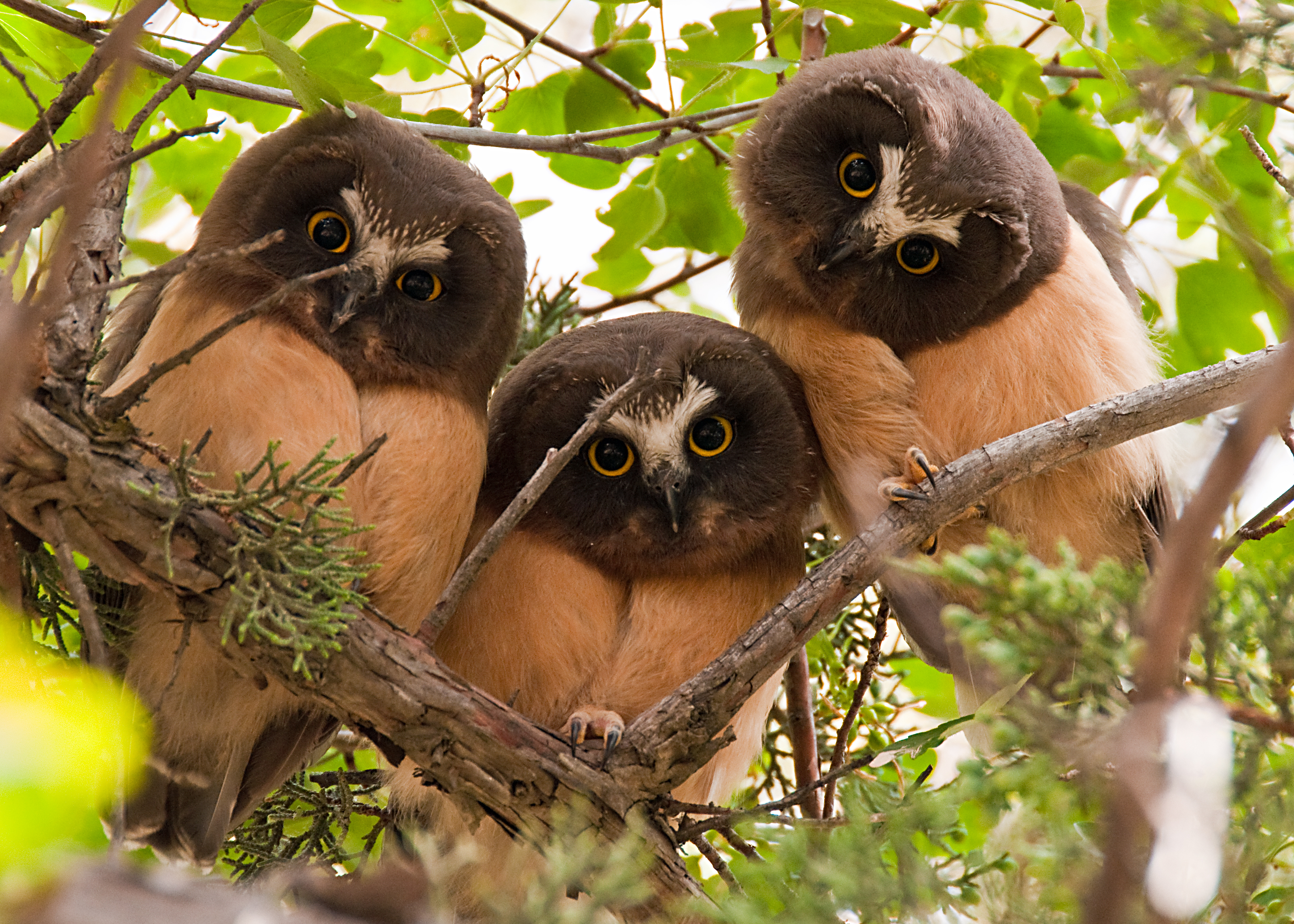
Sägekauz-Ästlinge

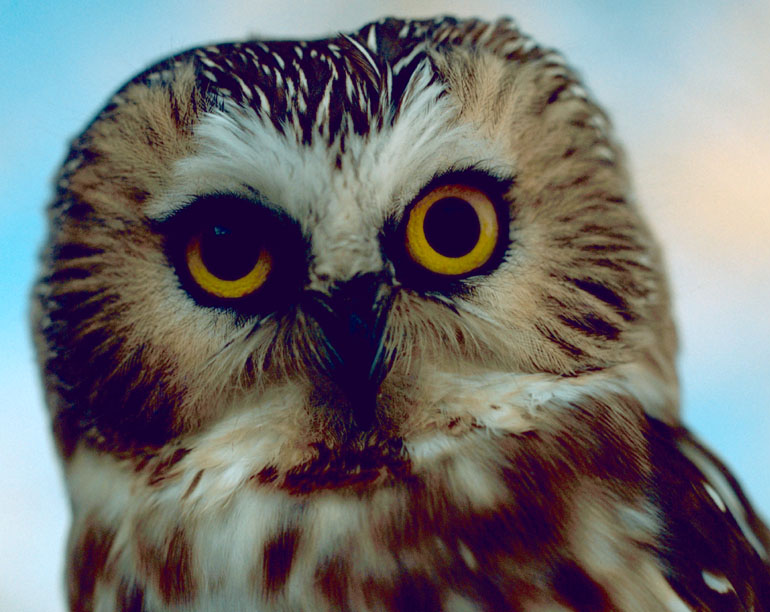
Kopfporträt eines Sägekauzes

Der Sägekauz (Aegolius acadicus) ist eine kleine nordamerikanische Art aus der Familie der Eulen (Strigidae), die dem etwas größeren Raufußkauz recht ähnlich ist. Sein Name rührt daher, dass seine Rufe angeblich klingen, als würde man eine Säge mit einem Schleifstein wetzen.
Das Verbreitungsgebiet des Sägekauzes reicht durch die boreale und kühl-gemäßigte Zone von Südalaska ostwärts bis Nova Scotia und in den Gebirgen im Westen Nordamerikas in recht zergliederten Vorkommen südwärts bis Mexiko. Die Art ist ein Teilzieher, bei dem vor allem nördliche Populationen im Herbst nach Süden ziehen.
Der Sägekauz brütet vor allem in Mischwäldern, ist aber auch in vielen anderen Waldformen und Gehölzen zu finden. Wichtig ist ein gutes Angebot an Nisthöhlen und Schlafbäumen. Er ist ein Ansitzjäger, der sich hauptsächlich von kleinen Nagetieren ernährt. An der Pazifikküste gehören häufig auch Schalentiere und Wasserinsekten zu seiner Beute.

## Beschreibung
Der Sägekauz ist eine kleine Eule, die in der Größe etwa zwischen Steinkauz und Sperlingskauz steht. Männchen erreichen Körperlängen zwischen 18 und 20 cm, Weibchen sind mit 20–21 cm etwas größer. Das Gewicht liegt zwischen 75 und 100 g. Wie beim nahe verwandten Raufußkauz sind die Läufe und Zehen dicht befiedert. Der Kopf ist verhältnismäßig groß und trägt keine Federohren. Die Iris ist gelb bis goldgelb. Die Flügel sind deutlich gerundet mit 10 Handschwingen; der Schwanz ist kurz.
Bei adulten Vögeln ist die Färbung der Oberseite braun mit einer kräftigen, weißen Strichelung auf Stirn, Scheitel und Nacken, die sich um den Gesichtsschleier herum saumartig verdichtet. Der runde Gesichtsschleier ist zwischen und über den Augen – also unterhalb der V-förmig in den Schleier ragenden Stirn – weiß und zum Rand hin auf hellbraunem Grund braun-weiß gestrichelt. Schulterfedern und Flügeldecken zeigen eine weißliche, tropfenförmige Fleckung, die randständig auch auf einem Teil der Schwingen vorhanden ist. Die Steuerfedern sind relativ schmal und in großem Abstand gebändert. Die Unterseite ist auf weißem Grund breit rötlichbraun bis braun längsgestreift.
Vögel im Jugendkleid sind oberseits relativ dunkelbraun mit beiger Fleckung auf den Schultern und weißlicher Fleckung auf den Flügel- und Steuerfedern. Die Brust ist braun und die übrige Unterseite zimtfarben. Die weiße Partie zwischen und über den Augen wirkt Y-förmig und setzt sich deutlich vom schwarzbraunen Gesichtsschleier ab. Die Gefiederpartie am Kinn ist beige.

## Stimme
Seinen Namen hat der Sägekauz (engl. Northern Saw-whet Owl) daher, dass sein Ruf angeblich klingt, wie das Schleifen eines Sägeblatts mit einem Schleifstein. Die Meinungen darüber, um welche der zahlreichen Lautäußerungen der Art es sich dabei handelt, gehen auseinander.
Der Gesang ist eine monotone Rufreihe aus weich flötenden Lauten gleicher Tonhöhe, die in recht kurzen Abständen wiederholt werden. Er trägt innerhalb von Wäldern etwa 300 m weit, über Wasserflächen hinweg ist er etwa 1 km weit zu hören. Der Gesang wird meistens vom Männchen vorgetragen, ist aber auch vom Weibchen zu vernehmen. Bei Ankunft am Nest, vor der Kopulation oder als einleitendes Element des Gesangs ist vom Männchen bisweilen eine dem Gesang ähnliche, schnellere, tiefere und aus nur 4–5 Elementen bestehende Rufreihe zu vernehmen. Das Weibchen äußert als Antwort am Nest oder bei der Begattung ein hohes und markantes tssst.
Als Erregungsruf dient ein hohes, langgezogenes und katzenartiges „Weinen“ sowie – meist wohl bei Eindringlingen im Revier – ein scharfes staccatoartiges und hohes „Bellen“. Weiterhin werden quiekende, guttural gluckernde und kreischende Laute beschrieben.
Der Bettelruf der Nestlinge ist ein 6- bis 8-silbiges Zwitschern. Zur Zeit des Flüggewerdens wird dies zu einem raueren tssschk.

## Verbreitung
Der Sägekauz besiedelt die boreale und kühl-gemäßigte Laubwaldzone von der Alaska-Halbinsel und dem südöstlichen Alaska südwärts über British Columbia (wo die Art auch auf Haida Gwaii und Vancouver Island vorkommt), Washington, Oregon, Montana, Wyoming und zu den südlichen Ausläufern der Rocky Mountains in Colorado. Ostwärts reicht die Verbreitung durch das gemäßigte Kanada bis Nova Scotia. Im Süden reicht die Verbreitung dort bis südlich der Großen Seen sowie entlang der höchsten Erhebungen der Appalachen zergliedert bis Kentucky, Virginia, North Carolina und Tennessee.
Im Südosten Nordamerikas und in den Great Plains fehlt die Art. Im Westen und Südwesten kommt sie vornehmlich in Gebirgen vor und ist dort in mehreren disjunkten Teilarealen entlang der Kaskadenkette, der Sierra Nevada und den Sierra Madre Mountains sowie südwärts bis Oaxaca in Mexiko zu finden.

## Geografische Variation
Es werden zwei Unterarten anerkannt, von denen brooksi kleiner, dunkler und langschwänziger ist als die Nominatform. Zudem sind die weiße Grundfarbe der Unterseite und die weißen Flecken auf den Flügeln gelblich beige getönt. Bei acadius ist im östlichen Nordamerika eine leichte Größenzunahme nach Norden hin zu verzeichnen. Vögel aus den südlichen Appalachen, die vermutlich eine disjunkte Population darstellen, sind wie brooksi deutlich kleiner.
- A. a. acadicus (J. F. Gmelin, 1788) – gesamtes Verbreitungsgebiet außer Haida Gwaii
- A. a. brooksi (Fleming, 1916) – Haida Gwaii

## Wanderungen
Der Sägekauz ist ein Teilzieher, bei dem vor allem die Populationen des südlichen Kanadas im Herbst südwärts ziehen, viele Vögel im Osten und Westen Nordamerikas aber Standvögel sind. Die Unterart brooksi zählt zu den letzteren. In Gebirgen ist im Winter oft ein Abwandern aus höheren Lagen zu verzeichnen.
Die Überwinterungsgebiete der ziehenden Vögel reichen südwärts bis Iowa, Indiana und New Jersey, seltener finden sich Überwinterer in Oklahoma, Kansas, Virginia oder Tennessee, Louisiana, Georgia, Nevada, im südlichen Kalifornien oder in Arizona. Irrgäste erreichen aber auch den Golf von Mexiko. Die Zugbewegungen im Herbst finden vor allem in den Monaten September bis November statt, der Zughöhepunkt liegt im Oktober. Der Frühjahrszug ist bis Ende Mai oder spätestens Anfang Juni abgeschlossen.
In manchen Jahren mit gutem Bruterfolg – durchschnittlich alle vier Jahre – ist die Anzahl ziehender Individuen besonders groß. So wurden beispielsweise 1995 an fünf Beringungsstationen an der Atlantikküste 2596 Sägekäuze gefangen, während in den drei Jahren zuvor an vier dieser Stationen pro Jahr nur etwa 200 Exemplare dieser Art festgestellt wurden. Es scheint dann der Anteil diesjähriger Individuen zu überwiegen.

## Lebensraum
Der Sägekauz kommt als Brutvogel in einem breiten Spektrum von Waldformen und Gehölzen vor. Entscheidend ist offenbar das Vorhandensein von Nisthöhlen, dicht belaubten Laubbäumen oder Nadelbäumen, die als Schlafplätze dienen können, und ein gutes Nahrungsangebot an Kleinsäugern. Besonders hohe Bestandsdichten erreicht die Art in Nadelwäldern entlang von Flüssen, ist aber ebenso in Mischwäldern, Laubwäldern, Koniferenforsten und Strauchsavannen mit Baumbestand zu finden. Wo geeignete Nistkästen vorhanden sind, brütet der Sägekauz auch in küstennahem Gesträuch, in Dünenvegetation und in Pappelkulturen. In Kalifornien nimmt die Art auch Eukalyptus-Haine an. Bruthöhlen wurden ferner in abgestorbenen Nadelbäumen innerhalb von Waldmooren oder in einem Mast an einer Schneise durch einen Wald aus Banks-Kiefern gefunden.
Die Präferenzen sind offenbar lokal sehr unterschiedlich. Während mancherorts Nadelwälder bevorzugt werden, ist die Art andernorts in Laubwäldern besonders häufig. Auch Höhenunterschiede, Alters- und Artzusammensetzung der Wälder und die Nähe zu anderen (beispielsweise offenen) Habitaten spielen nur regional eine Rolle. In den Überwinterungsgebieten variieren die besetzten Lebensraumtypen ebenfalls stark. Vermutlich spielt hier hauptsächlich das Vorhandensein von geeigneten Schlafbäumen eine Rolle.

## Fortpflanzung
Der Reviergesang der Männchen ist vom späten Januar an bis in den Mai zu vernehmen. In dieser Zeit treffen auch die Weibchen in den Revieren ein. Manche Reviere werden erst zu Jahresbeginn, andere sind vermutlich ganzjährig besetzt.
Der Sägekauz brütet in bereits vorhandenen Nisthöhlen, bei denen der Eingang zwischen 6 und 9 cm breit ist, der Innendurchmesser etwa zwischen 7,5 und 9 cm und die Tiefe etwa zwischen 22 und 45 cm beträgt. Zumeist ist die Art daher auf Nisthöhlen von Gold- und Helmspecht angewiesen. Manchmal sind auch durch Fäulnis entstandene oder durch Verrottung oder von Hörnchen erweiterte Höhlen kleinerer Spechtarten wie dem Haarspecht geeignet. Auch Nistkästen passender Größe – wie solche für die Brautente – werden angenommen. Nistmaterial wird nicht eingetragen. Die Eier werden auf dem vorgefundenen Boden der Höhle, etwa im verrottenden Holz oder auf altem Nistmaterial der vorherigen Bewohner, abgelegt.
Der Legebeginn liegt mit regional unterschiedlicher Terminierung zwischen Februar und Anfang Juni. Bei im Juni und Juli begonnenen Bruten handelt es sich wohl nur noch um Nachgelege und Zweitbruten. Letztere wurden allerdings bislang nur in Gefangenschaft beobachtet. Das Gelege besteht aus 3–7 weißen, rundovalen Eiern mit schwach glänzender bis matter Oberfläche und einer Größe von etwa 25 × 30 mm. Die Bebrütung beginnt mit dem ersten oder zweiten Ei und dauert zwischen 27 und 29 Tagen. Sie erfolgt ausschließlich durch das Weibchen, das das Nest nur für ein oder zwei kurze Flüge bei Nacht verlässt und vom Männchen gefüttert wird.
Nach dem Schlüpfen werden die Jungen noch mindestens 18 Tage lang gehudert. In dieser Zeit werden die Jungen und weiterhin das Weibchen vom Männchen gefüttert. Danach beteiligt sich das Weibchen an der Jungenaufzucht oder entfernt sich vollständig von Nistort. In der Huderperiode werden Gewölle und Kot vom Weibchen entfernt, später häufen sich diese in der Nisthöhle an und bilden mitunter einer mehrere Zentimeter starke Schicht.
Nach dem Verlassen der Bruthöhle halten sich die Jungen weiter in der Nähe der Nisthöhle auf und werden noch etwa einen Monat lang gefüttert. Vermutlich sind sie nach sechs bis acht Wochen selbständig, dies ist aber nicht genau bekannt.

## Belege
- Richard J. Cannings: Northern Saw-whet Owl in The Birds of North America Online, abgerufen am 19. September 2011
- D. A. Sibley: The Sibley Field Guide to Birds of Eastern North America, A. A. Knopf, New York 2003, ISBN 0-679-45120-X